# 2025–2026-os női EHF-bajnokok ligája
A 2025–2026-os női EHF-bajnokok ligája az európai női kézilabda-klubcsapatok legrangosabb tornájának 33. kiírása. A címvédő ebben a szezonban a hétszeres győztes Győri Audi ETO KC csapata. Magyarországról második alkalommal három csapat kvalifikálta magát: a címvédő Győri Audi ETO KC mellett a Ferencvárosi TC és a Debreceni VSC.
A legjobb négy csapat a tizenkettedszerre megrendezendő Final Four keretében dönti el a bajnoki cím sorsát 2026. június 6-7-én Budapesten, az MVM Dome-ban.

## Csapatok
9 országból összesen 19 csapat nevezett a bajnokságba. Selejtezőt ebben az évben sem rendeztek, a nevező csapatok közül választotta ki az EHF végrehajtó bizottsága a 16 indulót. Ebben a szezonban harmadszor is az EHF lehetővé tette, hogy egy országból három induló is lehessen, ennek megfelelően Dániából, Magyarországról, Romániából és Norvégiából is három csapat nevezett a tornára. Végül a dán és a román harmadik helyezett csapatnak, valamint a magyar negyedik helyezettnek engedélyezték az indulást.
2025. júliusában csődeljárás indult a BL-induló német HB Ludwigsburg ellen. A csődbiztos jelezte, hogy a BL-indulás anyagi feltételei nem állnak rendelkezésre, majd augusztus elején a klub játékosai szabadon igazolhatóvá váltak. Ezt követően a az EHF a Ludwigsburg helyett a norvég Sola HK indulását engedélyezte.
| Csoportkör            | Csoportkör              | Csoportkör         | Csoportkör              |
| --------------------- | ----------------------- | ------------------ | ----------------------- |
| Odense Håndbold       | Team Esbjerg            | Ikast Håndbold     | Storhamar HE            |
| Győri Audi ETO KCCV   | Ferencvárosi TC         | Debreceni VSC      | RK Podravka Koprivnica  |
| Metz Handball         | Brest Bretagne Handball | RK Krim Ljubljana  | Sola HK                 |
| BVB Borussia Dortmund | CSM București           | CS Gloria Bistrița | ŽRK Budućnost Podgorica |

## Sorsolás
A csoportkör sorsolása során ügyeltek rá, hogy azonos nemzetbeliek ne kerülhessenek egy csoportba, kivéve a három indulóval rendelkező Dániát és Magyarországot. Esetükben legfeljebb két csapat kerülhetett azonos csoportba.

## Csoportkör
A csoportkörben a 16 résztvevő csapatot két darab nyolccsapatos csoportra osztották. A csoporton belül a csapatok oda-vissza vágós rendszerű körmérkőzést játsszanak egymással. A csoportok első két helyén végző csapatai egyből a negyeddöntőbe jutnak, a 3-6. helyezettek pedig a nyolcaddöntőbe. 